# Vapenvägran

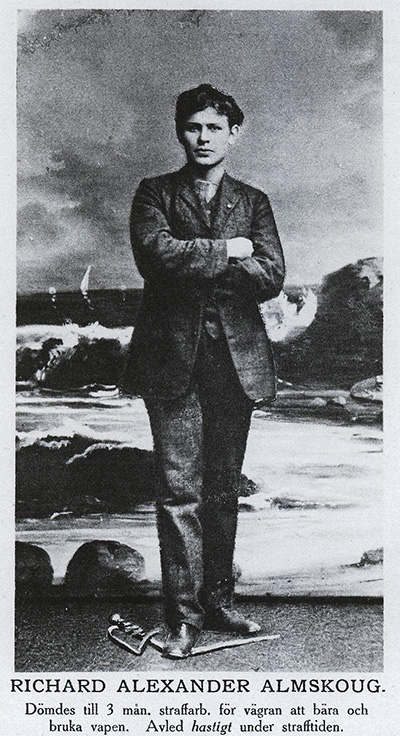
Rickard Almskoug på ett agitationsvykort.

Vapenvägran är vägran att ställa sig till vapenmaktens förfogande trots en uttrycklig order. En vapenvägrare erbjuds ibland vapenfri tjänst. Att vägra även det kallas totalvägran.

## Historia

### Den första svenska vapenvägraren
En av de först dokumenterade vapenvägrarna i Sverige var Olof Hansson från Broby i Skåne. Denne vägrade 1863 militärtjänstgöring av religiösa skäl. Hansson var personlig vän med Helge Åkeson som brukar räknas som Fribaptistsamfundets grundare (1872). Bland fribaptister praktiserades länge vägran att göra krigs-tjänst med hänvisning till Jesus exempel och undervisning, och hundratals unga män dömdes till böter, fängelse eller straffarbete, ibland i över ett år.
Bland de första som vägrade vapentjänst av politiska eller etiska skäl finns Rickard Almskoug, som avled 1909 efter en månad i fängelset i Västervik, officiellt av primär binjurebarkssvikt. Detta är ett tillstånd som förvärras av stress och fängelsevistelsen kan därmed ha varit en bidragande dödsorsak. Det har också hävdats att han nekades eller alltför sent fick läkarvård. Hans kamrat C. J. Björklund dömdes till fyra månaders fängelse för att ha sagt att staten mördat Almskoug.

### De samvetsömma i Sverige
En äldre svensk benämning på vapenvägrare är samvetsöm. 1902 utfärdade Kunglig Majestät en cirkulärskrivelse där det framgick att de samvetsömma skulle fortsättningsvis kallas in, men de skulle användas för annat arbete vid förbandet. Bakgrunden var de långa fängelsestraff som ett antal unga män dömts till på grund av samvetsbetingad värnpliktsvägran. Denna praxis har en modern efterföljare i vapenfri tjänst.